# Germán Valera
Germán Valera Karabinaite (* 16. März 2002 in Murcia) ist ein spanisch-litauischer Fußballspieler, der seit 2024 beim FC Valencia unter Vertrag steht.

## Karriere

### Verein
Der in Murcia geborene Germán Valera spielte in der Jugendabteilung des FC Villarreal, bevor er sich im Sommer 2018 dem Nachwuchs Atlético Madrid anschloss. Dort spielte er in seiner ersten Saison 2018/19 mit der U19-Mannschaft in der UEFA Youth League. Zur Spielzeit 2019/20 wurde er in die Reservemannschaft Atlético Madrid B befördert. Sein Debüt in der dritthöchsten spanischen Spielklasse gab er am 24. August 2019 (1. Spieltag) beim 2:1-Auswärtssieg gegen den Club Marino de Luanco, als er in der 66. Spielminute für Cedric Teguia eingewechselt wurde. Er etablierte sich rasch als Rotationsspieler und am 13. Oktober (8. Spieltag) erzielte er beim 3:0-Heimsieg gegen den FC Coruxo sein erstes Ligator. Gute Leistungen ermöglichten Valera am 4. Januar 2020 (19. Spieltag) mit 17 Jahren sein Debüt in der ersten Mannschaft, als er beim 2:1-Heimsieg gegen die UD Levante in der 87. Spielminute für João Félix eingewechselt wurde. Kurze Zeit später zog er sich eine Schulterverletzung zu und nach einer arthroskopischen Operation fiel er bis zur Unterbrechung des Ligabetriebs aufgrund der COVID-19-Pandemie aus. Insgesamt absolvierte er in dieser Saison 15 Ligaspiele für die Reserve, in denen ihm ein Treffer gelang. Am 1. Februar 2021 wechselte Valera auf Leihbasis bis zum Ende der Saison 2020/21 zum Zweitligisten CD Teneriffa. Sein Debüt bestritt er am 13. Februar 2021 (25. Spieltag) im Heimspiel gegen die SD Ponferradina. Er wurde in der zweiten Halbzeit eingewechselt und erzielte in der 86. Spielminute das goldene Tor zum 1:0-Sieg. Dies Spielzeit 2021/22 verbrachte Valera dann leihweise beim Real Sociedad San Sebastián, wo er hauptsächlich bei dessen Reservemannschaft spielte. Im August 2022 wurde der Rechtsaußen weiter an den Zweitligisten FC Andorra verliehen, bei dem er sich als Stammspieler durchsetzen konnte; für die Saison 2023/24 schloss sich eine weitere Leihe zum Zweitligisten Real Saragossa an.
Im Sommer 2024 verließ er Atlético und wechselte fest zum Erstliga-Konkurrenten FC Valencia, bei dem er einen Vierjahresvertrag bis 2028 unterschrieb.

### Nationalmannschaft
Im Februar 2018 bestritt Germán Valera drei Länderspiele für die spanische U-16-Nationalmannschaft. Seit Oktober 2017 spielte er für die U-17 und führte diese Auswahl als Kapitän über die Qualifikation zur Endrunde der U17-Europameisterschaft 2019 in Irland. Dort bestritt er vier der fünf Spiele und scheiterte mit der Furia Roja im Endspiel an der Niederlande. Sein letztes Turnier in dieser Altersklasse stellte die U17-Weltmeisterschaft 2019 in Brasilien dar. Dort bestritt er als Kapitän erneut vier der fünf Spiele Spaniens und konnte in diesen Einsätzen drei Torerfolge verbuchen. Mit einer 1:6-Niederlage gegen Frankreich schied er mit Spanien im Viertelfinale aus. Im September 2019 absolvierte Germán Valera dann zwei Testspiele für die U-18-Auswahl gegen Katar.